# リンジー伯爵 (イングランド貴族)
リンジー伯爵（英: Earl of Lindsey）は、イギリスの貴族、伯爵。イングランド貴族。第14代ウィロビー・ド・アーズビー男爵ロバート・バーティーが1626年に叙されたことに始まって以来、バーティー家が保持する爵位。1938年以降はアビンドン伯爵と継承権者を一にする。式部卿職を1625年から1779年にかけて世襲した。
その歴史的経緯から、アンカスター=ケスティーヴン公爵 (Duke of Ancaster and Kesteven) についても触れる。

## 歴史

### バーティー家の勃興

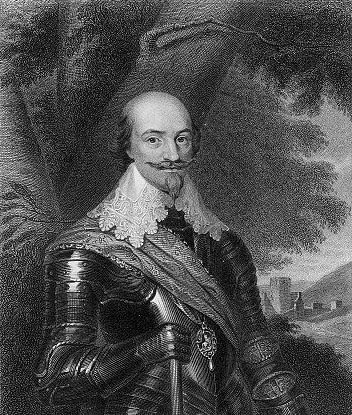
初代伯ロバート・バーティー

バーティー家の貴族として歴史は、その祖リチャード・バーティー(1517?-1582) が古いイングランド貴族であるウィロビー・ド・アーズビー男爵家出身の令嬢キャサリン・ウィロビー(1519-1580) と結婚したことに遡る。
キャサリンが没すると、男爵位は夫妻の息子ペレグリン(1555-1601) が継承した。
ペレグリンの子であるロバート・バーティー (1582-1642) は海軍卿を務めた廷臣で、父から男爵位を継承したのち、1626年にリンジー伯爵に昇叙した。
彼は式部卿を世襲するオックスフォード伯爵ド・ヴィアー家の女系子孫であったことから、第18代オックスフォード伯ヘンリー・ド・ヴィアーの死去に伴って同職を世襲する権利を得た。清教徒革命（イングランド内戦）においては騎士党派に与したのち、1642年にエッジヒルの戦いで戦死したため、爵位は息子のモンタギュー(1608-1666) が相続した。
2代伯モンタギューは父同様に騎士党派として行動し、ニューベリーの戦いやネイズビーの戦いに参加している。また彼が後妻ブリジット・レイとの間にもうけた子ジェームズ(1653-1699) はのちにアビンドン伯爵に叙されている。

### 公爵家としてのバーティー家

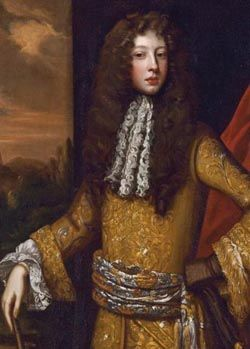
初代公ロバート・バーティー

2代伯の孫にあたる4代伯ロバート (1660-1723) はランカスター公領相を務めたほか、アン女王崩御後にはジョージ1世がイギリスに到着するまで、摂政官 (Lord Justice) の一員に任ぜられている。
彼は1706年12月21日にリンジー侯爵 (Marquess of Lindsey) に陛爵したのち、1715年7月26日にはアンカスター=ケスティーヴン公爵 (Duke of Ancaster and Kesteven) に叙せられて、以降5代にわたって公爵家として存続することとなる。
なお、両爵位はともにグレートブリテン貴族爵位であった。
しかし、彼のひ孫にあたる4代公ロバート (1756-1779) が嗣子なく夭折すると、ウィロビー・ド・アーズビー男爵位は妹プリシラ (1761-1828) とジョージアナ (1761-1838) との間で優劣がつかず停止状態（1780年に解除され、現存）となったほか、式部卿職に関しては姉妹の子孫が英国君主の代替わりごとに交代して世襲する裁定が下っている。
一方で、公爵位や侯爵位及び伯爵位は叔父のブラウンロー (1729-1809) に相続された。
その5代公ブラウンローもまた男子なく没すると、アンカスター=ケスティーヴン公爵及びリンジー侯爵は廃絶したものの、リンジー伯爵位のみは遠縁のアルベマール・バーティー(1744–1818) に継承された。

### その後のバーティー家

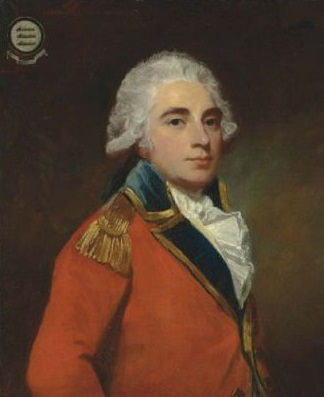
9代伯アルベマール・バーティー

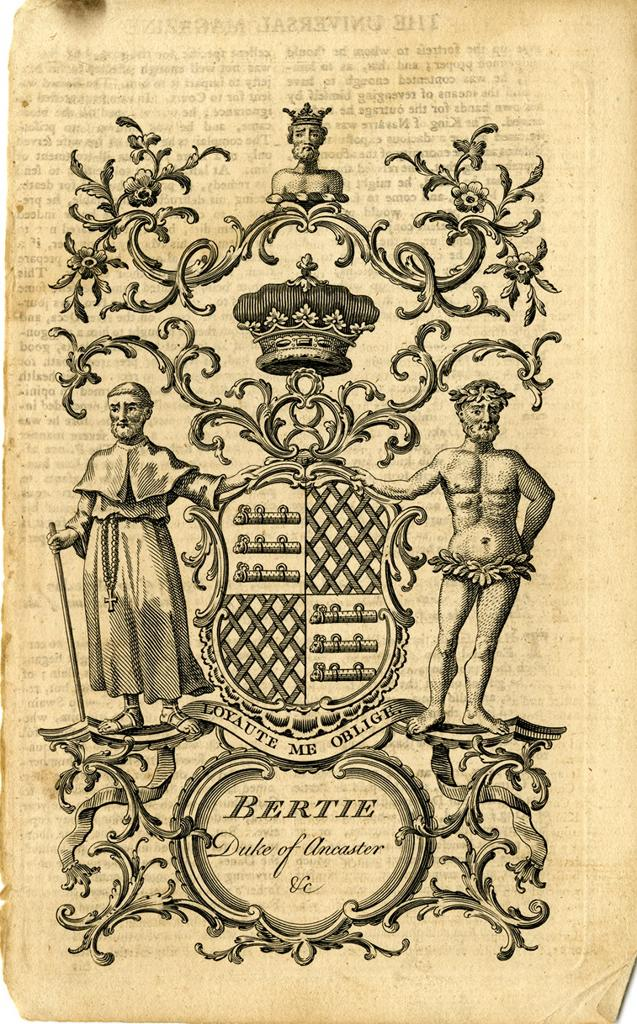
蔵書票に描かれたアンカスター=ケスティーヴン公爵家紋章。現在の紋章とは異なる。

9代伯アルベマールは襲爵前にスタンフォード選挙区選出の庶民院議員を務めたほか、1814年以降その死までブラックネス城代を務めた。
なお、彼から11代伯にかけての伯爵家長男は儀礼称号としてバーティー卿 (Lord Bertie) を用いたほか、12代伯までの歴代当主はアイルランド貴族爵位のカレン子爵の潜在的な継承権者であった。
9代伯アルベマールの後は長男のジョージ(1814-1877) が爵位を襲っている。
10代伯ジョージは「飲んだくれか狂人のどちらか」と評された人物だったが、彼には子がなかったため爵位は弟のモンタギュー(1815–1899) に継承された。
11代伯の子である12代伯モンタギュー(1861–1938) が1938年に男子なく没すると、2代伯の後妻の子孫にまで遡ってアビンドン伯爵家当主であったモンタギュー・タウンリー=バーティー(1887–1963) が爵位を継いだため、以降の伯爵家当主はアビンドン伯爵を兼ねることとなった。
その後を継いだ14代伯リチャード(1931-) がリンジー伯爵及びアビンドン伯爵バーティー家現当主である。
伯爵位に対するモットーは『勇気は破城槌よりも強し(Virtus Ariete Fortior)』。

## 現当主の保有爵位
現当主である第14代リンジー伯爵リチャード・ヘンリー・ルパート・バーティーは以下の爵位を有する。
- 第14代リンジー伯爵 (14th Earl of Lindsey)
(1626年11月22日の勅許状によるイングランド貴族爵位)
- 第9代アビンドン伯爵 (9th Earl of Abingdon)
(1682年11月30日の勅許状によるイングランド貴族爵位)
- 第13代ライコートのノリス男爵 (13th Baron Norreys/Norris, of Rycote)
(1572年5月8日の議会招集によるイングランド貴族爵位)

## 一覧

### リンジー伯爵（1626年）
- 初代リンジー伯爵ロバート・バーティー (1582–1642)
- 第2代リンジー伯爵モンタギュー・バーティー（英語版） (1608–1666)
- 第3代リンジー伯爵ロバート・バーティー（英語版） (1630–1701)
- 第4代リンジー伯爵ロバート・バーティー (1660–1723) （1715年にアンカスター=ケスティーヴン公爵叙爵）

### アンカスター=ケスティーヴン公爵（1715年）
- 初代アンカスター=ケスティーヴン公爵ロバート・バーティー (1660–1723)
- 第2代アンカスター=ケスティーヴン公爵 / 第5代リンジー伯爵ペレグリン・バーティー (1686–1742)
- 第3代アンカスター=ケスティーヴン公爵 / 第6代リンジー伯爵ペレグリン・バーティー (1714–1778)
- 第4代アンカスター=ケスティーヴン公爵 / 第7代リンジー伯爵ロバート・バーティー (1756–1779)
- 第5代アンカスター=ケスティーヴン公爵 / 第8代リンジー伯爵ブラウンロー・バーティー (1729–1809) (1809年に公・侯爵位ともに廃絶)

### リンジー伯爵（復活;1626年）
- 第9代リンジー伯爵アルベマール・バーティー（英語版） (1744–1818)
- 第10代リンジー伯爵ジョージ・オーガスタス・フレデリック・アルベマール・バーティー（英語版） (1814–1877)
- 第11代リンジー伯爵モンタギュー・ペレグリン・バーティー（英語版） (1815–1899)
- 第12代リンジー伯爵モンタギュー・ペレグリン・アルベマール・バーティー（英語版） (1861–1938)
- 第13代リンジー伯爵 / 第8代アビンドン伯爵モンタギュー・ヘンリー・エドマンド・タウンリー=バーティー（英語版） (1887–1963)
- 第14代リンジー伯爵 / 第9代アビンドン伯爵リチャード・ヘンリー・ルパート・バーティー（英語版） (1931 - )

爵位の法定推定相続人は、現当主の息子であるノリス男爵(儀礼称号)ヘンリー・マーク・ウィロビー・バーティー (1958 - )。
爵位の法定推定相続人の法定推定相続人は、ノリス卿の息子であるウィロビー・ヘンリー・コンスタンティン・セントモール・バーティー (1996 - )閣下。

### 註釈
1. ↑  1938年はあくまで法令上の解釈であって、実際に継承したことが認められたのは1951年(デ・ファクト)。
2. ↑  キャサリン・ウィロビーは初代サフォーク公爵チャールズ・ブランドンの3番目の妻だったが、1545年に夫と死別したのち、1553年にリチャード・バーティーと結婚した。
3. ↑  エリザベス2世即位以降は、妹の子孫にあたるチャムリー侯爵家が式部卿を務めている。
4. ↑  9代伯から12代伯にかけては伯爵位以外に保持する爵位がなかったため、家名を用いたバーティー卿を儀礼称号とした。
5. ↑  同時代を生きた風刺画家ジョージ・クルックシャンクが小説家チャールズ・ディケンズに送った手紙の中で、クルックシャンクの妻が10代伯を「飲んだくれか狂人のどちらか」と評したと触れている。